# Prägraten am Großvenediger
Prägraten am Großvenediger è un comune austriaco di 1 170 abitanti nel distretto di Lienz, in Tirolo.